# Huệ Nhược Kỳ
Huệ Nhược Kỳ sinh ngày 4 tháng 3 năm 1991 tại Đại Liên, Liêu Ninh, Trung Quốc, là một vận động viên bóng chuyền. Cô chơi ở vị trí Chủ công và là cựu đội trưởng Đội tuyển bóng chuyền nữ quốc gia Trung Quốc. Cô thi đấu cho Câu lạc bộ bóng chuyền nữ Giang Tô. Tháng 2 năm 2018, Huệ Nhược Kỳ thông báo giải nghệ.

## Sự nghiệp vận động viên

### Ban đầu
Năm 1999, khi được 8 tuổi, cô theo gia đình chuyển từ Đại Liên tới định cư tại Nam Kinh. Lúc đầu, cô học tại trường tiểu học Xích Bích, sau khi chuyển trường tiểu học Lang Gia. Bởi vì có chiều cao tốt, cô được chọn vào trường trung học số 29 Nam Kinh học bóng chuyền.
Sau đó, Huệ Nhược kỳ tiếp tục được đào tạo bóng chuyền chuyên nghiệp tại trường Trung học số 29 Nam Kinh. Cô tham gia các cuộc thi bóng chuyền cấp tỉnh và thành phố cấp trung học.

### Được chọn vào đội tuyển tỉnh và đội tuyển quốc gia
Vào năm 2006, khi Huệ Nhược Kỳ được 15 tuổi, cô đại biểu cho Nam Kinh, Giang Tô tham dự đại hội thể thao lần thứ 16 và giành chức vô địch tại 2 hạng mục là bóng chuyền trong nhà và bóng chuyền bãi biển.Trong cùng năm đó, cô đã được chọn vào đội hình A Câu lạc bộ bóng chuyền nữ Giang Tô, sau màn trình diễn xuất sắc của cô tại mùa giải 06-07, Câu lạc bộ bóng chuyền nữ Giang Tô đã giành vị trí thứ 3 chung cuộc. Trong năm 2007, khi chỉ mới 16 tuổi, cô được huấn luyện viên Trần Trung Hòa lần đầu tiên gọi vào đội tuyển quốc gia.

### Thi đấu chính thức
Năm 2009, tại giải Montreux Volley Masters, lần đầu tiên Huệ Nhược Kỳ tham gia thi đấu quốc tế cùng đội tuyển quốc gia, và là vận động viên xuất sắc nhất giải đấu, và qua các số liệu thống kê kỹ thuật, cô dần dần trở thành trụ cột của đội tuyển quốc gia.
Năm 2010, Huệ Nhược Kỳ gặp chấn thương lớn đầu tiên trong sự nghiệp. Ở FIVB World Grand Prix Macao, trong trân đấu với Hà Lan khi thực hiện một pha cứu bóng, Huệ Nhược Kỳ đã bị trật khớp vai trái do bị ngã. Do chấn thương, cô đã vắng mặt trong Giải bóng chuyền quốc gia mùa giải 10-11 và bỏ lỡ Đại hội Thể thao Châu Á 2010 tại Quảng Châu, cũng bỏ qua Giải vô địch bóng chuyền Thế giới 2010, đội tuyển Trung Quốc rơi xuống hạng 10 - một trong những thứ hạng thấp nhất trong lịch sử.
2011, Huệ Nhược Kỳ trở lại sau chấn thương, một lần nữa, cô trở thành trụ cột Đội tuyển bóng chuyền nữ quốc gia Trung Quốc. Trong năm 2011, cô giành giải thưởng vận động viên xuất sắc nhất (MVP) tại cúp Boris Yeltsin. Tuy nhiên, trong năm tiếp theo, Đội tuyển bóng chuyền nữ quốc gia Trung Quốc gặp 2 thất bại lớn, tại Thế vận hội mùa hè 2012 để thua Nhật Bản và sau đó là thất bại trước Thái Lan tại Giải vô địch bóng chuyền nữ Châu Á, tuy nhiên Huệ Nhược Kỳ vẫn có những số liệu thống kê xuất sắc.

### Trở thành đội trưởng
2013, Lang Bình trở thành huấn luyện viên đội tuyển, Huệ Nhược Kỳ trở thành đội trưởng mới của đội bóng chuyền nữ Trung Quốc. Và dẫn dắt đội tuyển giành huy chương bạc tại Giải vô địch Thế giới 2014 và huy chương vàng tại giải vô địch Châu Á 2015. Tuy nhiên, sau một thời gian thi đấu xuất sắc cùng đội bóng chuyền nữ Trung Quốc Huệ Nhược Kỳ bị chấn thương lớn thứ 2 trong sự nghiệp. Trước World cup 2015, Huệ Nhược Kỳ thấy không khỏe, cô được chẩn đoán bị nhịp tim nhanh trên thất. Đối với sự nghiệp thể thao, Huệ Nhược Kỳ quyết định tiến hành phẫu thuật đầu tiên, và do đó bỏ lỡ giải đấu World cup 2015. Tháng 3 năm 2016, tim cô có dấu hiệu không thoải mái và cô phải tiến hành ca phẫu thuật thứ hai.
Hơn một tháng sau khi phẫu thuật, chỉ nghỉ ngơi, Huệ Nhược Kỳ trở lại đội tuyển quốc gia, dẫn đầu tham gia giải đấu Montreux Volley Masters, đây là giải đầu tiên sau phẫu thuật lần 2 của cô, cuối cùng cô giúp đội bóng chuyền nữ Trung Quốc giành chiến thắng, đồng thời cô cũng giành giải thưởng vận động viên xuất sắc nhất (MVP). Trong cùng năm, tại Thế vận hội mùa hè 2016, cô cùng với đội tuyển giành chiến thắng trước Brazil, Hà Lan và Serbia, và giành huy chương vàng Olympic, giúp đội tuyển 1 lần nữa vô địch sau Thế vận hội mùa hè 2004.
Năm 2017, với tư cách đội trưởng, cô cùng với đồng đội tại Câu lạc bộ bóng chuyền nữ Giang Tô giành chức vô địch giải bóng chuyền quốc gia, đó là lần đầu tiên Huệ Nhược Kỳ giành chức vô địch sau 10 năm tham dự, cũng là lần đầu tiên Câu lạc bộ bóng chuyền nữ Giang Tô giành chức vô địch trong lịch sử.

### Giải nghệ
Sau Thế vận hội Mùa hè 2016, Huệ Nhược Kỳ ít tham gia thi đấu, cô cũng không tham gia Giải bóng chuyền Trung Quốc mùa 2017-2018, tuy nhiên cô vẫn tham gia vào các hoạt động nhằm quảng bá bộ môn bóng chuyền. Ngày 3 tháng 2 năm 2018, sau trận đấu cuối cùng của Giang Tô tại Giải bóng chuyền Trung Quốc ở vòng tứ kết, trước sự chứng kiến của ban huấn luyện, các đồng đội và đông đảo người hâm mộ, cô chính thức đưa ra thông báo giải nghệ. Cùng với cô, libero Trần Triển và phụ công Khương Thiến Văn cũng đưa ra thông báo giải nghệ. Trong hoàn cảnh xấu đó, Câu lạc bộ bóng chuyền nữ Giang Tô của cô vẫn giành xuất vào bán kết. Mặc dù phải kết thúc 18 năm sự nghiệp nhưng cô vẫn sẽ tiếp tục cống hiến sức lực của mình cho bộ môn bóng chuyền.

## Cuộc sống cá nhân
Huệ Nhược Kỳ sinh ra trong một gia đình giàu có, cha cô là Huệ Phi và mẹ cô là Hứa Tuyết Viện. Cô có 1 em gái nhỏ hơn 10 tuổi là Huệ Nhược Tuyền.
Huệ Nhược Kỳ sở hữu bằng tiến sĩ tại Đại học Sư phạm Nam Kinh.
Huệ Nhược Kỳ là một cầu thủ bóng chuyền tham dự nhiều sự kiện công cộng lớn và nhỏ, cam kết thúc đẩy bóng chuyền quốc gia. Bên cạnh đó vào năm 2017, cô đã đầu tư 50 triệu để thiết lập một "Quỹ phát triển bóng chuyền nữ Huệ Nhược Kỳ", quỹ này được sử dụng chủ yếu trong đội bóng chuyền Trung Quốc và đội bóng chuyền Giang Tô cho những chấn thương gặp khó khăn trong xử lý y tế, cũng như giúp đỡ các vận động viên và huấn luyện viên có cuộc sống khó khăn.
Cô là đảng viên Đảng Cộng sản Trung Quốc.
Ngày 30 tháng 4 năm 2018, Huệ Nhược Kỳ kết hôn với bạn trai, chính thức bước vào giai đoạn mới trong cuộc sống.

## Các giải thưởng

### Cá nhân
| Năm  | Giải                                | Thành tích              |
| ---- | ----------------------------------- | ----------------------- |
| 2009 | Montreux Volley Masters             | Bước 1 tốt nhất         |
| 2010 | Montreux Volley Masters             | Bước 1 tốt nhất         |
| 2011 | Cúp Boris Yeltsin                   | MVP                     |
| 2012 | Cúp Châu Á                          | Phát bóng tốt nhất      |
| 2013 | World Grand Prix trạm Vũ Hán        | Phát bóng tốt nhất, MVP |
| 2014 | Giải bóng chuyền quốc tế Trung Quốc | Cứu bóng tốt nhất       |
| 2016 | Montreux Volley Masters             | Chủ công xuất sắc, MVP  |

### Câu lạc bộ
| Mùa giải  | Giải                                   | Câu lạc bộ                         | Vị trí |
| --------- | -------------------------------------- | ---------------------------------- | ------ |
| 2006-2007 | Giải vô địch quốc gia                  | Câu lạc bộ bóng chuyền nữ Giang Tô | 3      |
| 2007-2008 | Giải vô địch quốc gia                  | Câu lạc bộ bóng chuyền nữ Giang Tô | 6      |
| 2008-2009 | Giải vô địch quốc gia                  | Câu lạc bộ bóng chuyền nữ Giang Tô | 6      |
| 2009      | Đại hội thể thao Trung Quốc lần thứ 11 | Câu lạc bộ bóng chuyền nữ Giang Tô | 4      |
| 2009-2010 | Giải vô địch quốc gia                  | Câu lạc bộ bóng chuyền nữ Giang Tô | 4      |
| 2011-2012 | Giải vô địch quốc gia                  | Câu lạc bộ bóng chuyền nữ Giang Tô | 5      |
| 2012-2013 | Giải vô địch quốc gia                  | Câu lạc bộ bóng chuyền nữ Giang Tô | 8      |
| 2013      | Đại hội thể thao Trung Quốc lần thứ 12 | Câu lạc bộ bóng chuyền nữ Giang Tô | 4      |
| 2013      | FIVB Club World Championship           | Quảng Đông                         | 3      |
| 2013-2014 | Giải vô địch quốc gia                  | Quảng Đông                         | 4      |
| 2014-2015 | Giải vô địch quốc gia                  | Câu lạc bộ bóng chuyền nữ Giang Tô | 3      |
| 2015-2016 | Giải vô địch quốc gia                  | Câu lạc bộ bóng chuyền nữ Giang Tô | 2      |
| 2016-2017 | Giải vô địch quốc gia                  | Câu lạc bộ bóng chuyền nữ Giang Tô | 1      |

### Đội tuyển quốc gia
| Năm  | Giải                    | Thành tích |
| ---- | ----------------------- | ---------- |
| 2009 | Giải vô địch Châu Á     | - Bạc      |
| 2009 | Đại hội thể thao Đông Á | - Vàng     |
| 2009 | Montreux Volley Masters | - Đồng     |
| 2010 | Montreux Volley Masters | - Vàng     |
| 2010 | Cúp Boris Yeltsin       | - Bạc      |
| 2011 | Montreux Volley Masters | - Đồng     |
| 2011 | Cúp Thế giới            | - Đồng     |
| 2011 | Giải vô địch Châu Á     | - Vàng     |
| 2011 | Cúp Boris Yeltsin       | - Vàng     |
| 2012 | Cúp Châu Á              | - Bạc      |
| 2013 | World Grand Prix        | - Bạc      |
| 2014 | Vô địch Thế giới        | - Bạc      |
| 2015 | Giải vô địch Châu Á     | - Vàng     |
| 2016 | Montreux Volley Masters | - Vàng     |
| 2016 | Thế vận hội mùa hè      | - Vàng     |

### Giải cá nhân khác
- 2017: Nhân vật thể thao có ảnh hưởng trên mạng.

## Chương trình truyền hình
| Ngày         | Kênh           | Chương trình              |
| ------------ | -------------- | ------------------------- |
| 3-4-2016     | Chiết Giang TV | Hãy đến nhà vô địch       |
| 19-8-2016    | Hồ Nam TV      | Phim tài liệu của tôi     |
| 23,24-8-2016 | Chiết Giang TV | Trung Quốc quán quân phạm |
| 16-9-2016    | Hồ Nam TV      | Thiên thiên hướng thượn   |
| 4-10-2016    | CCTV           | Đối thoại                 |
| 8-11-2016    | An Huy TV      |                           |
| 5-2-2017     | Hồ Nam TV      | Hướng về cuộc sống        |
| 6-5-2017     | CCTV           | Readers                   |
| 7-5-2017     | Chiết Giang TV | Hãy đến nhà vô địch       |
| 21-7-2017    | Giang Tô Tv    | Đến nào, huynh đệ!        |
| 13-10-2017   | Giang Tô TV    | Siêu phàm ảo thuật gia    |
| 29-11-2017   | Giang Tô TV    | Thông qua nhà bếp         |
| 7-12-2017    | Giang Tô TV    | Đại mộng tiểu gia         |
| 18-1-2018    | Chiết Giang TV | Xin chào! Sinh hoạt gia   |
| 15-2-2018    | CCTV           | Gala đón xuân             |
| 16-3-2018    | Hồ Nam TV      | Thiên thiên hướng thượng  |
| 4,11-5-2018  | Chiết Giang TV | Running Brothers          |